# Condado de Montes de Oro
El condado de Montes de Oro fue un título nobiliario español concedido por el rey Carlos III de España, el 29 de abril de 1768 a Carlos Adriano de Carvajal-Vargas y Alarcón, caballero de la Orden de Santiago, coronel de milicias de Chile. El Real Despacho fue expedido en 25 de octubre de 1787, con el vizcondado previo del Convenio, a nombre de su hijo Agustín Matías de Carvajal-Vargas y González de Estrada, caballero de la Orden de Santiago, alguacil mayor de la Inquisición de Lima.

## Condes de Montes de Oro
|                         | Titular                                                 | Periodo                 |
| Creación por Carlos III | Creación por Carlos III                                 | Creación por Carlos III |
| ----------------------- | ------------------------------------------------------- | ----------------------- |
| [I]                     | Carlos Adriano de Carvajal-Vargas y Alarcón             | 1768-                   |
| I                       | Agustín Matías de Carvajal-Vargas y González de Estrada | 1787-1819               |
|                         |                                                         | Vacante                 |

## Historia de los condes de Montes de Oro
- Carlos Adriano de Carvajal-Vargas y Alarcón (Quilpolemu, Chile, el 18 de octubre de 1726-), coronel del Regimiento de la Caballería Provincial de Concepción, Alguacil Mayor del Santo Oficio de la Inquisición, caballero de la Orden de Santiago, regidor y alcalde ordinario por el estado noble de la ciudad de Concepción, su alférez real, Justicia Mayor, Alcalde Mayor de Minas de las ciudades de Chachapoyas en el Perú y de la Concepción, a quien el 29 de abril de 1768, y en atención a sus circunstancias, le fue concedida la gracia de título de Castilla, para sí, sus hijos, herederos y sucesores, sin que se le extendiera el correspondiente despacho, que fue firmado en favor de su hijo.

Casó con Mauricia González de Estrada y de los Ojos (m. en Concepción el 26 de marzo de 1789) hija de Juan Francisco González de Estrada Castañeda y de Josefa de los Ojos San Martín. Fueron sus hijos: Agustín Matías, que sigue como I conde de Montes de Oro; Melchor Telésforo, caballero de la Orden de Santiago, casado con Josefa Roa Palma y con sucesión; Mateo José, caballero de la Orden de Carlos III; Francisca Mauricia, casó con José Francisco de Paula Aldunate Santa Cruz; y Antonia Luisa, casó con Juan de Dios Urrutia Manzano (Con sucesión, entre los que se encuentra Teresa Elisa Urrutia Parga, que solicitó la rehabilitación del título de conde de Montes de Oro)
- Agustín Matías de Carvajal-Vargas y González de Estrada (n. Ninhue, Chile, el 19 de diciembre de 1751-Lima 12 de diciembre de 1819), I conde de Montes de Oro, caballero de la Orden de Santiago (1785), coronel del Regimiento de Caballería de Concepción (Chile) desde 1780, comandante de milicias en 1784, coronel del Regimiento de Nobles de Lima en 1789, alguacil mayor del Santo Oficio de la Inquisición de Lima desde 1771.

Casó en Lima el 16 de julio de 1792 con Francisca Manrique de Lara y Carvajal, hija de Nicolás Próspero Manrique de Lara y Carillo de Albornoz, III marqués de Lara, y de María Magdalena de Carvajal-Vargas y Brun, hija del I duque de San Carlos.
Habiendo transcurrido el plazo que establecía la Ley para solicitar la sucesión en los títulos nobiliarios en España la Gaceta de Madrid publicó el 12 de septiembre de 1858 la Real Orden por la que se suprimió el título de Conde de Montes de Oro. El texto dice:
Excmo. Sr.: Se ha dado cuenta á S. M. (Q.D.G.) de las comunicaciones expedidas por el Ministerio del digno cargo de V. E., fechas en 3 de Mayo, 4.° de Junio y 7 de Agosto últimos, acerca de haber trascurrido con exceso el plazo de la ley desde que por segunda vez se anunció en la Gaceta la vacante de varios títulos de C astilla; y en su virtud la Reina, por resolución adoptada en el Ferrol á 3 del presente mes, se ha dignado declarar suprimidos los títulos siguientes (expresándose en la lista el título de conde de Montes de Oro)

## Intentos de rehabilitación
- El 27 de mayo de 1928 la Gaceta de Madrid anuncia que se ha solicitado la rehabilitación del título de conde de Montes de Oro por parte de don Juan Bautista Márquez Castillejo Márquez y Sánchez de Teruel.[3]
- El 2 de agosto de 1930 la Gaceta de Madrid anuncia que ha solicitado la rehabilitación en el título de conde de Montes de Oro don Juan Bautista Márquez y Castillejo.[4]
- El 25 de septiembre de 1950 el BOE anuncia la solicitud de rehabilitación presentada por doña Maria de la Concepción Zapata y Echeverría.[5]
- El 11 de julio de 1951 el BOE publica que se convoca a doña María de la Concepción Zapata Echeverría y a don Luis Antonio Rodríguez en el expediente de rehabilitación del condado de Montes de Oro.[6]
- El 4 de enero de 1975 el BOE publica la Resolución por la que se anuncia haber sido solicitada por don José María de Lora y Moreno la rehabilitación del título de Conde de Montes de Oro.[7]
- El 19 de junio de 1975 el BOE publicó la Resolución por la que se convoca a don José María de Lora y Moreno, doña María Concepción Zapata Echevarría y a doña Casilda de Silva y Fernández de Henestrosa en el expediente de rehabilitación del título de Conde de Montes de Oro.[8]
- El 27 de enero de 1977 el BOE publicó la Resolución por la que se notifica a don José María de Lora y Moreno el acuerdo recaído en el expediente de rehabilitación del título de Conde de Montes de Oro.[9]
- 1 de junio de 1983 el BOE publicó la Resolución por la que se anuncia haber sido solicitada por doña Casilda de Silva y Fernández de Henestrosa la rehabilitación en el título de Conde de Montes de Oro.[10]
- 15 de noviembre de 1983 el BOE publicó la Resolución por la que se convocó a doña Casilda de Silva y Fernández de Henestrosa, don Luis Alberto de Rosas y Roa y a doña Teresa Elisa Urrutia Parga en el expediente de rehabilitación del título de Conde de Montes de Oro.[11]
- 16 de octubre de 1989 el BOE publicó la Resolución por la que Marcos Serrano Urrutia solicitó se le tenga subrogado en los derechos de su madre Teresa Elisa Urrutia Parga en la rehabilitación del título de conde de Montes de Oro.[12]